# (7546) 1979 MB4
(7546) 1979 MB4 (1979 MB4, 1979 OQ9, 1980 WJ5) — астероїд головного поясу, відкритий 25 червня 1979 року.
Тіссеранів параметр щодо Юпітера — 3.567.